# Чипеш, Ференц
Фе́ренц Чи́пеш (венг. Csipes Ferenc; род. 8 марта 1965, Будапешт) — венгерский гребец-байдарочник, выступал за сборную Венгрии во второй половине 1980-х — первой половине 1990-х годов. Чемпион летних Олимпийских игр в Сеуле, восьмикратный чемпион мира, победитель многих регат национального и международного значения. Также известен как спортивный администратор и тренер по гребле на байдарках и каноэ.

## Биография
Ференц Чипеш родился 8 марта 1965 года в Будапеште. Активно заниматься греблей на байдарке начал в раннем детстве, проходил подготовку в будапештском спортивном клубе «Хонвед». На юниорских соревнованиях впервые заявил о себе в 1983 году, когда в одиночках и четвёрках на тысяче метрах дважды выиграл серебро на молодёжном чемпионате Европы в чешском городе Быдгощ.
Первого серьёзного успеха на взрослом международном уровне добился в 1985 году, когда попал в основной состав венгерской национальной сборной и побывал на чемпионате мира в бельгийском Мехелене, откуда привёз награду золотого достоинства, выигранную в зачёте одиночных байдарок на километровой дистанции. Год спустя выступил на мировом первенстве в канадском Монреале, где стал чемпионом в одиночках на десяти километрах и в четвёрках на одном километре, а также получил серебро в километровой гонке одиночного разряда. Ещё через год на аналогичных соревнованиях в немецком Дуйсбурге выиграл четыре медали в четырёх разных дисциплинах: серебряную в одиночках на тысяче метрах, золотую в двойках на пятистах метрах, бронзовую в двойках на десяти тысячах метрах и ещё одну золотую в четвёрках на тысяче метрах.
Благодаря череде удачных выступлений удостоился права защищать честь страны на летних Олимпийских играх 1988 года в Сеуле — в программе четырёхместных байдарок на дистанции 1000 метров совместно с партнёрами Жолтом Дьюлаи, Шандором Ходоши и Аттилой Абрахамом одолел всех соперников и завоевал тем самым золотую олимпийскую медаль. Кроме того, в паре с Абрахамом взял бронзу в двойках на дистанции 500 метров, тогда как в одиночках на 1000 метрах показал в финале девятый результат.
В 1989 году на чемпионате мира в болгарском Пловдиве Чипеш стал чемпионом в четвёрках на тысяче метрах и добыл серебро в четвёрках на десяти тысячах метрах. В следующем сезоне на мировом первенстве в польской Познани удостоился бронзовой награды в полукилометровой программе четвёрок и золота в километровой. На чемпионате мира 1991 года в Париже трижды поднимался на пьедестал почёта: занял второе место в одиночках на тысяче метрах, третье в двойках на пятистах метрах и первое в четвёрках на тысяче метрах, став таким образом восьмикратным чемпионом мира.
Будучи одним из лидеров венгерской национальной сборной, благополучно прошёл квалификацию на Олимпийские игры 1992 года в Барселоне. С четырёхместным экипажем, куда помимо Дьюлаи и Абрахама вошёл также гребец Ласло Фидель, завоевал серебряную медаль в гонке на 1000 метров, проиграв в решающем заезде команде Германии. В двойках с Дьюлаи на 500 метрах финишировал в финале седьмым, при этом в одиночках на 1000 метрах сумел дойти только до стадии полуфиналов.
После двух Олимпиад Чипеш ещё в течение нескольких лет оставался в основном составе гребной команды Венгрии и продолжал принимать участие в крупнейших международных регатах. Так, в 1994 году он выиграл бронзовую медаль на чемпионате мира в Мехико, показав третий результат в зачёте четырёхместных байдарок на полукилометровой дистанции. Представлял страну на Олимпийских играх 1996 года в Атланте — с командой, куда кроме него вошли гребцы Андраш Райна, Габор Хорват и Аттила Адровиц, вновь стал серебряным призёром в четвёрках на тысяче метрах — в финале их вновь обошёл немецкий экипаж. Вскоре по окончании этих соревнований Ференц Чипеш принял решение завершить карьеру профессионального спортсмена, уступив место в сборной молодым венгерским гребцам.
Завершив спортивную карьеру, долгое время возглавлял свой родной клуб «Хонвед». Начиная с 2004 года работает тренером по гребле на байдарках и каноэ, в 2011 году признавался лучшим тренером года в Венгрии. В частности, тренировал свою дочь Тамару Чипеш, которая тоже стала довольно известной байдарочницей, является многократной чемпионкой Европы и мира, олимпийская чемпионка 2016 года.
За выдающиеся спортивные достижения Чипеш неоднократно удостаивался государственных наград и премий, в частности награждён золотым крестом ордена Заслуг (1992), большим (1996) и офицерским (2012) крестами.